# Мовілень (Олт)
Мовілень, Мовілені (рум. Movileni) — село у повіті Олт в Румунії. Входить до складу комуни Мовілень.
Село розташоване на відстані 115 км на захід від Бухареста, 22 км на схід від Слатіни, 65 км на схід від Крайови.

## Населення
За даними перепису населення 2002 року у селі проживали 2389 осіб. Усі жителі села рідною мовою назвали румунську.
Національний склад населення села:
| Національність | Кількість осіб | Відсоток |
| -------------- | -------------- | -------- |
| румуни         | 2381           | 99,7%    |
| цигани         | 8              | 0,3%     |